# Arden H. Brame
Pour les articles homonymes, voir Brame.
Arden H. Brame est un herpétologiste américain né le 19 mars 1934 et mort le 19 août 2004.
C'est un spécialiste des urodèles américains.

## Taxons nommés en son honneur
- Bolitoglossa bramei Wake, Savage & Hanken, 2007

## Quelques taxons décrits
- Batrachoseps relictus Brame & Murray, 1968
- Batrachoseps simatus Brame & Murray, 1968
- Batrachoseps stebbinsi Brame & Murray, 1968
- Bolitoglossa alberchi García-París, Parra-Olea, Brame & Wake, 2002
- Bolitoglossa anthracina Brame, Savage, Wake & Hanken, 2001
- Bolitoglossa capitana Brame & Wake, 1963
- Bolitoglossa chica Brame & Wake, 1963
- Bolitoglossa compacta Wake, Brame & Duellman, 1973
- Bolitoglossa cuna Wake, Brame & Duellman, 1973
- Bolitoglossa digitigrada Wake, Brame & Thomas, 1982
- Bolitoglossa epimela Wake & Brame, 1963
- Bolitoglossa equatoriana Brame & Wake, 1972
- Bolitoglossa hartwegi Wake & Brame, 1969
- Bolitoglossa hypacra (Brame & Wake, 1962)
- Bolitoglossa marmorea (Tanner & Brame, 1961)
- Bolitoglossa medemi Brame & Wake, 1972
- Bolitoglossa minutula Wake, Brame & Duellman, 1973
- Bolitoglossa nicefori Brame & Wake, 1963
- Bolitoglossa orestes Brame & Wake, 1962
- Bolitoglossa pandi Brame & Wake, 1963
- Bolitoglossa phalarosoma Wake & Brame, 1962
- Bolitoglossa ramosi Brame & Wake, 1972
- Bolitoglossa savagei Brame & Wake, 1963
- Bolitoglossa schizodactyla Wake & Brame, 1966
- Bolitoglossa silverstonei Brame & Wake, 1972
- Bolitoglossa stuarti Wake & Brame, 1969
- Bolitoglossa taylori Wake, Brame & Myers, 1970
- Bolitoglossa vallecula Brame & Wake, 1963
- Bolitoglossa walkeri Brame & Wake, 1972
- Oedipina altura Brame, 1968
- Oedipina carablanca Brame, 1968
- Oedipina grandis Brame & Duellman, 1970
- Oedipina paucidentata Brame, 1968
- Oedipina poelzi Brame, 1963
- Oedipina pseudouniformis Brame, 1968
- Oedipina stuarti Brame, 1968
- Plethodon stormi Highton & Brame, 1965

 Brame  est l’abréviation habituelle de Arden H. Brame en zoologie.

Consulter la liste des abréviations d'auteur en zoologie ou la liste des taxons zoologiques assignés à cet auteur par ZooBank